# 理查·哈洛
理查·哈洛（英語：Richard Harrow）是一名在電視劇《酒私風雲》中的虛構角色，由傑克·休斯頓飾演。

## 背景
理查·哈洛是第一次世界大戰期間的美國陸軍狙擊手。他在打仗期間受到嚴重的面貌損毀，失去他的一隻眼睛、上顎及面部左邊的多半頰骨。他也遭受一些喉嚨損傷，導致他說話時聲音低沉和阻塞。哈洛會在公眾場合戴上一個與他右邊面部相配的錫製面具。
戰爭結束後，他返回威斯康辛州，而他孿生姊姊Emma在他治癒創傷期間照料他。他在可以照顧他自己後便離開並到芝加哥居住。

### 第一季
理查在芝加哥的軍隊醫院裡遇見老兵吉米·達摩狄（米高·彼特 飾演），並很快成為朋友。為了證明自己的忠誠，理查殺死了一名毀了與吉米親密的年輕妓女面相的當地黑幫。吉米邀請理查與他和他的家人在一起，並把他帶到他的私酒集團裡。
理查陪同吉米回到新澤西州，在那裡他成為一名殺手，為在大西洋城政治老大努基·湯普森（史提夫·布斯美 飾演）旗下的吉米工作。理查然後搬進湯普森的家，成為努基、他的伙伴瑪格麗特·施羅德（凱莉·麥當勞 飾演）和她兩個小孩的保鏢。起初，瑪格麗特和她的孩子都被理查的外表嚇倒，但他們最終都對他親切起來。

### 第二季
理查現在成為吉米的私酒成員中的得力助手。吉米和理查現在已經與查理·盧西安諾（文森特·皮亞扎 飾演）、邁爾·蘭斯基（阿納托爾·優素福 飾演）和艾爾·卡彭（史提芬·格拉漢姆 飾演）合作生意。理查也搬進了達摩狄的家庭，在那裡他結識了吉米的妻子Angela（愛樂克莎·帕勒提諾 飾演）。Angela是一位畫家，問理查是否可以畫他的肖像，他勉強地同意了。在這段期間，理查向Angela吐露心事，說他和他的姊姊自從在他離家後再沒有交談了。理查然後自願拿走他的面具，而她畫了他的肖像。
理查在停戰紀念日期間冒險進入一個僻靜的森林，打算自殺。當他把霰彈槍放在嘴裡時，一隻獵狗咬住他的錫面具逃跑。理查追逐這隻狗，並發現兩名坐在營火旁邊的獵人，他們說服他繼續生活下去。
理查在與努基的地盤爭奪戰中擔任吉米的中尉，即使他們遭受嚴重的經濟損失，他仍然保持忠誠。理查對被費城黑幫Manny Horvitz（威廉·佛塞 飾演）殺死的Angela深感悲痛，並開始懷疑他們的生意是否值得付出代價。
為了與努基捐棄前嫌，理查和吉米去找計劃對努基作證的市議員James Neary（羅伯·哥希斯 飾演），強迫他打一張宣布努基無罪的便條，然後理查在他頭上開槍殺死他，將他的死亡裝作自殺。當努基打電話給吉米，並說他們已經捕獲了Horvitz時，吉米和理查都感覺是一個陷阱，理查提出一起出去。不過，吉米拒絕了，告訴理查要過美好的生活。在吉米被謀殺後，理查與吉米的母親Gillian（葛雷琴·莫爾 飾演）一起搬到她的莊園。

### 第三季
一年後，理查固定居住在已故Commodore的莊園，被Gillian變成了一間妓院。理查現在於妓院擔任管理人，並照顧吉米的兒子Tommy。理查為Angela的死而找現在是努基組織成員的Manny Horvitz報復。理查在Horvitz的房子外面等候，然後在Horvitz開門離開他的房子時用霰彈槍向在他的面部開槍。
理查在一天晚上遇見一名痛苦的醉漢Paul Sagorsky（Mark Borkowski 飾演），他在戰爭中失去了他的兒子。當Paul在酒吧打鬥中受傷時，理查照顧他，並遇見Paul的女兒Julia（瑞安·施密特 飾演）。他愛上了她，儘管她父親的反對，他們也展開了一場戀愛期。
在本季的後期，Gillian的妓院被與努基·湯普森發生戰爭的紐約黑幫吉普·羅賽迪（鮑比·坎納瓦爾 飾演）所佔用。擔心Tommy的安全，理查試圖把男孩扔到Julia的房子，但是Gillian發現了這個計劃，而且感到憤怒，她要羅賽迪的手下踢走理查。理查武裝自己，回來幾天後便襲擊房子，屠殺了很多羅賽迪的手下，並且尋回Tommy，把他留在Sagorsky的家。後來，理查便逃離大西洋城。

### 第四季
一年後，理查去到他在威斯康辛州的童年時的家，探訪他的雙胞胎姊姊Emma（凱薩琳·華特斯頓 飾演）。理查回家發現Emma變成寡婦、懷了孕和負債。理查與姊姊的探訪期間，他很難殺死家裡的狗。在這段時間，理查被一名曾聘請他執行的一項暗殺契約而沒有兌現的前任客戶跟踪。他們在穀倉裡迫理查到墻角，在接著的打鬥中，理查殺死了其中一個黑幫，但另一個人打斷理查的手，幾乎殺了他。Emma及時到來，殺死了這個黑幫，救了理查的生命。理查意識到他是對他妹妹的危險，決定返回大西洋城。
回到大西洋城後，理查碰見因肝硬化而病入膏肓的Paul Sagorsky。理查發現Julia和Paul正陷於與Gillian的Tommy監護權鬥爭之中。理查回到Sagorsky的家，幫助與他結婚的Julia。為了供養他的新家庭，理查在努基的幫助下，在Onyx Club找到一份洗碗工作。
當Gillian因謀殺而被捕時，理查和Julia看到有機會永久監護Tommy。Gillian聲稱她在莊園上發現的屍體是她兒子吉米，而屍體已被火化，沒有辦法證明。為了暗中破壞她的故事，理查問努基有關吉米的屍體實際被埋葬的位置。努基同意告訴理查，但是有代價，他必須消滅為努基和他的伙伴Chalky White（迈克尔·K·威廉姆斯 飾演）造成了問題的紐約黑幫華倫汀·納西斯（傑佛瑞·懷特 飾演）。當他準備射殺納西斯時，他猶豫了一下，而他的手發抖，當White的女兒Maybelle意外地踩入火線時，他不小心殺死了她。理查在接下來的槍擊中受傷，但他設法走到大西洋城的海濱大道，死在那裡。他垂死的幻覺顯示他回到威斯康辛州的農場，與他的整個家庭見面，而他的臉完整和癒合。

## 外部連結
- Richard Harrow （页面存档备份，存于） at HBO.com
- 互联网电影数据库上Richard Harrow的资料